# 扁伪石虫
扁伪石虫（学名：Pseudolithium compressum）为伪石虫科伪石虫属的动物。分布于大西洋、太平洋、地中海以及西沙群岛等。